# Mealha
Mealha é uma moeda que difere dessa função porque representa um valor fracionado de uma moeda, facilitando o troco ou permitindo guardar pequenas quantias (daí "amealhar"). É o termo mais adequado para indicar instrumentos pecuniários destinados a fomentar relações ou trocas entre indivíduos em uma comunidade ou empresa, ao acumular um desconto ou crédito. Mealha é uma moeda metálica utilizada em um sistema monetário paralelo ou alternativo ao da moeda de curso legal, ou em um sistema de bonificação de redes empresariais.

## História
Entre a formação de Portugal e a alta Idade Média, a moeda metálica era rara e pouco difundida. As moedas em circulação tinham valor intrínseco (moeda-mercadoria) muito alto por serem todas de ouro ou prata, o que dificultava o troco; por essa razão, muitas eram divididas em partes menores chamadas mealhas.
No final da Idade Média, o comércio marítimo entre o Mediterrâneo e o Mar do Norte se intensificou e a pacificação de grande parte da Península Ibérica favoreceu o desenvolvimento de feiras e mercados regionais de maior alcance. Muitas vilas foram fundadas com o objetivo de estimular o comércio e obtiveram o estatuto de vilas francas, i.e., isentas de impostos. A expansão e diversificação das atividades mercantis aumentaram o uso de moeda, já que o comércio a longa distância não podia depender do escambo. A grande variedade de moedas, com diferentes tamanhos, origens, pesos e teores metálicos, criava confusão. Por isso, os reis peninsulares passaram a cunhar grandes quantidades de moeda e a padronizar seus valores entre si. A grande inovação ocorreu no final do século XIV, com o surgimento de moedas de baixo valor, feitas de metais mais baratos como cobre e bronze, ou de ligas de prata e ouro de baixa qualidade. Nesse período, a palavra "mealha" passou a significar "parte que se guarda", sentido que persiste no termo mealheiro.

## Moeda alternativa
Durante a Primeira e a Segunda Guerra Mundial, houve grande escassez de divisas. Municípios e empresas por toda a Europa passaram a cunhar moedas e imprimir notas de circulação local para manter a economia funcionando. Esse dinheiro temporário era chamado de jeton na França, Wertmarke nos países de língua alemã e token na Inglaterra, e pode ser traduzido como mealha em português.
A Primeira República Portuguesa adotou, em 1851, o padrão-ouro e o padrão-prata do real. A maior parte das moedas em circulação no pequeno comércio seguia o padrão-prata, assim como as moedas das colônias portuguesas. Durante a Primeira Guerra Mundial, as moedas de prata desapareceram; os bancos continuaram a emitir papel-moeda lastreado em ouro, mas seu valor era alto demais para o comércio de varejo. O Governo tentou cunhar moedas de cobre, bronze e latão com o mesmo valor, mas as quantidades foram insuficientes e o medo político e econômico levou as pessoas a estocá-las. Muitas câmaras municipais e empresas passaram então a emitir cédulas para facilitar o troco, pagar funcionários e garantir o abastecimento das cidades. Essas emissões eram ilegais, mas, em 15 de agosto de 1917, o Decreto 3296 autorizou a Santa Casa da Misericórdia de Lisboa a emitir cédulas de 0\$05 e a Casa da Moeda as de 0\$10 e 0\$02. As emissões cessaram somente com o Decreto 9718, de 23 de maio de 1924. Essas cédulas equivaleram a mealhas das antigas moedas de prata da monarquia, que eram mantidas em reserva pelas instituições emissoras. 

## Moeda para uso de empresas e organizações
Dos anos 1950 até o fim da década de 1980, muitas lojas — especialmente cadeias de mercearias, supermercados e farmácias na Alemanha, Áustria, Suíça e França — cunhavam moedas que funcionavam como cupons de desconto para serem acumulados e usados depois. Esse sistema entrou em declínio nos anos 1990 e ressurgiu nas últimas décadas sob a forma de programas de pontos, acumulados em cartões eletrônicos. Essas moedas de desconto são mealhas, pois representam um valor parcial das compras a ser usado em desconto futuro.

## Moedas regionais
Nos Estados Unidos, Alemanha, Áustria, Suíça, Espanha e em quase todos os países da América Latina, surgiram moedas regionais baseadas em frações da moeda oficial vigente ou em promessas de valor futuro.
Uma comunidade ou grupo de pessoas estabelece que cada membro deposite mensalmente uma quantia e a troque por uma moeda regional, válida apenas dentro daquela região ou comunidade. A base dessas moedas regionais pode ser uma reserva física de M1 da divisa vigente, sobre a qual se emitem cédulas que geralmente são desvalorizadas periodicamente, incentivando a circulação rápida e gerando mais-valia (em oposição ao acúmulo), mas restrita ao comércio local ou entre membros do grupo, criando benefícios comunitários.
Em outro modelo, a referência de valor não exige reserva física; participantes trocam serviços e produtos, e a base da troca é contabilizada pelo número de horas dedicadas às transações. Nesse caso, a parte guardada para troca é um excedente de trabalho. Esses sistemas geram mais-valia pela cooperação, monetizando a relação tempo/trabalho, o que permite a comunidades desfavorecidas superar a falta de poder aquisitivo.
Em ambos os casos, trata-se de amealhar valor; por isso, pode-se considerar essas moedas regionais ou sistemas de troca não como moeda, mas como mealha, pois são subsidiários de um valor monetário já obtido ou a obter.